# 松井ヶ丘保育園
松井ヶ丘保育園（まついがおかほいくえん）は、京都府京田辺市にある私立の幼保連携型認定こども園である。設置者は社会福祉法人松井ヶ丘福祉会。

## 概要
本園とは別に分園「パステルキッズ」があり、0歳児から1歳児までは分園での、2歳児から5歳児までは本園での保育となる。

## 沿革
- 1979年4月1日 - 京都府綴喜郡田辺町（現、京田辺市）大住虚空蔵谷4番地に開設。定員90名。
- 1991年4月1日 - 定員を60名に変更。
- 1998年4月1日 - 定員を90名に変更。
- 2002年4月1日 - 定員を120名に変更。
- 2004年9月1日 - 分園「パステルキッズ」を京都府京田辺市山手中央3番地 タウンプラザ1階に開設。定員30名（本園・分園の合計で150名）。
- 2005年 - 増築工事が、2005年度グッドデザイン賞受賞[1]。
- 2011年4月1日 - 本園を京都府京田辺市山手東二丁目2番地7に移転。定員を210名（本園・分園の合計で240名）に変更。
- 2015年8月3日 - 分園「パステルキッズ」を京都府京田辺市山手中央1番地4 松井山手駅前ビル2階に移転[2]。
- 2019年4月1日 - 幼保連携型認定こども園に移行

## 所在地
- 本園：〒610-0357 京都府京田辺市山手東二丁目2番地7
- 分園：〒610-0356 京都府京田辺市山手中央1番地4 松井山手駅前ビル2階

## 交通
- 本園：西日本旅客鉄道（JR西日本）学研都市線松井山手駅より徒歩約5分。
- 分園：西日本旅客鉄道（JR西日本）学研都市線松井山手駅より徒歩約3分。